# Dům č. 27 (Daňkovice)
Dům čp. 27 je venkovská usedlost na okraji obce Daňkovice.

## Historie
Usedlost je zanesena již v mapě stabilního katastru z roku 1835, a to přibližně na dnešním půdorysu. Stávající podoba stavení nicméně pochází ze 2. poloviny 19. století, pravděpodobně z roku 1873, který je také vepsán na jednom z trámů obytné části.
Stavba prošla rekonstrukcí a je od roku 2019 chráněna jako kulturní památka.

## Architektura
Usedlost se skládá z hlavního obytného stavení a tří dalších hospodářských budov, které společně vymezují čtyřúhelníkový uzavřený dvůr. Kvůli svažitému terénu se obytná budova jeví při pohledu z jihu jako patrová, z jiných stran pak jako přízemní.
Jihozápadní průčelí obytného stavení je nejzdobnější. Je členěno vysokými sdruženými pilastry. Suterén, přízemí a štít od sebe oddělují profilované římsy. Dřevěná obdélníková okna jsou dvoukřídlá, dělená ve tvaru latinského kříže. Druhé štítové průčelí je až po štít zapuštěno pod úroveň terénu. Severozápadní okapové průčelí je asymetricky vizuálně rozděleno vstupním rizalitem s dvojicí sdružených pilastrů a trojúhelným frontonem. Po jeho levé straně jsou pouze dvě drobná okénka, po pravé straně pět okenních os, z nichž dvě jsou zaslepeny. Okna jsou stejného typu jako ve štítovém průčelí. Dvorní okapové průčelí je drobeno lizénovými rámci a prolomeno dvěma vstupy. Střecha stavení je sedlová, s malými valbičkami. Dům je trojtraktový, s centrální síní, klenutým suterénním severním traktem a obytným jižním traktem. Půdu tvoří jediný společný prostor.
Severní hospodářské křídlo obsahuje chlévy a kolnu, východní křídlo je tvořeno stodolou a přístavkem s kurníkem a holubníkem, jižní křídlo jsou pak stáje. Všechny hospodářské budovy jsou završeny sedlovými střechami. Ke stájím je ještě připojen drobný přístavek s pultovou střechou, na který se napojuje brána připojená na druhé straně k pilastru jihozápadního průčelí obytného domu a uzavírající celý dvůr.